# Olympia (film 1960)
Olympia (A Breath of Scandal) è un film del 1960 diretto da Michael Curtiz e prodotto da Carlo Ponti, con Sophia Loren, John Gavin, Maurice Chevalier e Angela Lansbury.
La commedia originale di Ferenc Molnár era stata messa in scena a Broadway nel 1928 nella versione inglese di Sidney Howard, con protagonisti Fay Compton e Ian Hunter. Per il film, venne ripreso il testo di Howard, adattato per lo schermo da Walter Bernstein.
Olympia di Molnar aveva già avuto delle versioni cinematografiche fin dagli anni Trenta.

## Trama
Vienna, 1907. La principessa Olympia, dopo essere stata esiliata dalla corte per qualche tempo a causa di sue "scandalose indiscrezioni" che hanno portato il suo ex marito a tentare il suicidio, viene perdonata dall'imperatore Francesco Giuseppe I e torna a casa. Qui la madre, la principessa Eugenia, vuole vederla sposata con un principe, ma il matrimonio è ostacolato dalla perfida contessa Lina, da anni amante dell'uomo.
Olympia disdegna il desiderio della madre e si innamora di un ingegnere americano, molto stimato dal principe Filippo, padre di Olympia.

## Produzione

### Riprese
Il film, girato a Cinecittà, fu una co-produzione tra Stati Uniti e Italia, prodotto da Titanus e Paramount Pictures.

## Distribuzione
Distribuito dalla Paramount Pictures, il film uscì nelle sale cinematografiche italiane il 16 marzo 1960. Seguì una prima ad Amburgo il 12 aprile e la presentazione sul mercato americano con una prima al New York Film Festival, il 16 dicembre dello stesso anno.

## Critica
«film in costume sfarzoso e vuoto» *½ 